# All Cheerleaders Die (2013)
All Cheerleaders Die (Originaltitel: All Cheerleaders Die) ist ein US-amerikanischer Horrorfilm aus dem Jahr 2013.

## Handlung
Vor laufender Kamera kommt die nicht unbedingt beliebte Cheerleaderin Alexis ums Leben. Daraufhin entschließt sich ihre einstige Jugendfreundin Maddy Killian, sich im Cheerleading Team um die freie Stelle zu bewerben, um den Mädchen und den Footballspielern das Abschlussschuljahr zu verderben. Ihren Plan hält sie in einem Videotagebuch fest. Ihre Beziehung zur früheren Freundin und Hobbyhexe Leena wird dafür vernachlässigt. Nach einer Poolparty mit ihren neuen Cheerleaderfreundinnen erzählt Maddy Tracy, dass ihr Freund Terry sie mit einer anderen betrügt. Kurz darauf findet eine Party statt, bei der sowohl die Cheerleader als auch die Spieler des Footballteams anwesend sind und bei der sich Tracy und Maddy näher kommen. Terry stößt später hinzu und Tracy, bereits angetrunken, stellt ihn zur Rede und provoziert ihn, sodass Terry Tracy ins Gesicht schlägt. Die Cheerleader wollen mit ihrem Auto vor den Jungs flüchten, kommen dabei jedoch von der Straße ab und stürzen mit ihrem Auto in einen Fluss. Leena ist den Cheerleadern gefolgt und rettet die vier Teenager nacheinander aus dem Auto. Sie sind jedoch bereits tot. Leena versucht sie mit ihren magischen Kristallen wiederzubeleben, was ihr letztendlich auch gelingt, allerdings gelangen dabei in jedes der fünf Mädchen ein Kristall, der eine Verbindung zwischen ihnen herstellt.
Leena nimmt die wiedererweckten Mädchen mit zu sich nach Hause. Dabei stellt sie fest, dass ihre Freundinnen nun blutdürstig sind und Tracy bereits einen ihrer Nachbarn dafür umgebracht hat, während die beiden Schwestern Martha und Hanna ihre Körper getauscht haben. Als sie zum Unterricht kommen, nehmen die Vorfälle durch die zombieähnlichen Cheerleaderinnen zu: Tracy bringt einen weiteren Mitschüler um, Hanna hat in Marthas Körper Sex mit einem anderen Mitschüler, weshalb Martha diesen in der Gestalt von Hanna aus Rache umbringt. Leena spürt durch ihren Kristall sofort, sobald eine ihrer Freundinnen jemanden ermordet.
Als sie nach der Schule bei Maddy zuhause sind, möchte Tracy ihre Nachrichten checken und nutzt dafür Maddys Computer, wobei sie auch auf die Videodatei stößt, in welcher Maddy über die Cheerleader lästert. Enttäuscht über die scheinbar inszenierte Freundschaft verlässt Tracy das Haus. Zudem hat Hanna herausgefunden, dass Martha in ihrer Gestalt ihren neuen Freund ermordet hat, weshalb auch sie das Haus verlässt.
Terry fühlt sich weiterhin durch Tracy und ihre Freundinnen gedemütigt, seitdem sie die Beziehung mit ihm beendet hat. Er beschließt, die Cheerleaderinnen zu töten. Nachdem bereits die beiden Schwestern Martha und Hanna gestorben sind, verfolgt Terry Tracy und Maddy im Wald, wobei Tracy in eine Tierfalle gerät und stirbt. Maddy möchte sich nun dafür an ihm rächen, wobei sie auch von Leena unterstützt wird. Bei einem Kampf sticht Terry Leena in den Hals und tötet daraufhin Maddy. Der stark verwundeten Leena gelingt es, ihre beste Freundin Maddie erneut wiederzubeleben und mittels der Magie der Steine auch Terry umzubringen. Maddy, die bereits schon zuvor durch einen Abend mit Tracy im Wald bemerkt hat, dass sie auf Frauen steht, küsst Leena, die zuvor Gefühle für Maddy entwickelt hatte.

## Synchronisation
Die deutschsprachige Synchronisation entstand nach einem Synchronbuch von Helen Wilke und unter der Dialogregie von Oliver Böttcher im Auftrag der HS Hamburger Synchron GmbH.
| Rolle         | Darsteller          | Synchronsprecher      |
| ------------- | ------------------- | --------------------- |
| Maddy Killian | Caitlin Stasey      | Eva Michaelis         |
| Terry Stankus | Tom Williamson      | Johannes Semm         |
| Hanna Popkin  | Amanda Grace Cooper | Liza Ohm              |
| Martha Popkin | Reanin Johannink    | Kristina von Weltzien |
| Marvin        | Eli Vargas          | Timo Kinzel           |

## Produktion und Veröffentlichung
Lucky McKee und Chris Sivertson schrieben das Drehbuch und führten Regie. Er ist eine Neuverfilmung ihres gleichnamigen Werks aus dem Jahr 2001. Die Premiere fand am 5. September 2013 auf dem Toronto International Film Festival statt. In die US-Kinos kam er eingeschränkt im Juni 2014. Die Deutschlandpremiere fand am 27. August 2014 auf dem Fantasy Filmfest statt.

## Rezeption
- Lexikon des internationalen Films: „‚Trashiger‘ Horrorspaß, der schulischen Gruppenzwang, wildwuchernde Teenie-Hormone und Konkurrenzdruck blutig karikiert.“[5]
- Die Bewertung auf der Website Rotten Tomatoes beträgt 48 % (Stand: 31. März 2025).
- Auf Imdb erzielte der Film eine Durchschnittliche Wertung von 5,1 der möglichen 10 Punkte.
- Bei den Golden Trailer Awards 2014 wurde der Film in der Kategorie Trashiest Trailer nominiert